# New Amsterdam (Indiana)
Pour les articles homonymes, voir New Amsterdam.
New Amsterdam est une localité américaine située dans le Washington Township, comté de Harrison, dans l'Indiana. Lors du recensement de 2010, sa population s’élevait à 27 habitants.